# Бапом (кантон)
Бапо́м (фр. Bapaume) — кантон во Франции, находится в регионе О-де-Франс, департамент Па-де-Кале. Входит в состав округа Аррас.

## История
До 2015 года в состав кантона входили коммуны:
Авен-ле-Бопом, Ашье-ле-Гран, Ашье-ле-Пети, Банкур, Бапом, Беани, Беньятр, Биюкур, Боланкур, Бьевилле-ле-Бапом, Варланкур-Окур, Вилле-о-Фло, Гревилле, Ле-Сар, Ле-Транслуа, Лини-Тийуа, Мартенпюиш, Морваль, Рьянкур-ле-Бапом, Сапини, Фаврей, Фремикур.
В результате реформы 2015 года  состав кантона был изменён: в него были включены упразднённые кантоны Бертенкур и Маркьон, а также большая часть кантона Круазий.

## Состав кантона с 22 марта 2015 года
В состав кантона входят коммуны (население по данным Национального института статистики за 2018 г.):
- Аблензевель (227 чел.)
- Авен-ле-Бопом (165 чел.)
- Авренкур (403 чел.)
- Амленкур (259 чел.)
- Апленкур (182 чел.)
- Ашье-ле-Гран (978 чел.)
- Ашье-ле-Пети (307 чел.)
- Банкур (87 чел.)
- Бапом (3 817 чел.)
- Бараль (479 чел.)
- Барастр (307 чел.)
- Беаньи (128 чел.)
- Бёньятр (171 чел.)
- Бертенкур (917 чел.)
- Бёньи (367 чел.)
- Биюкур (345 чел.)
- Боланкур (233 чел.)
- Боме-ле-Камбре (576 чел.)
- Бурлон (1 150 чел.)
- Бьевиллер-ле-Бапом (96 чел.)
- Бюкуа (1 457 чел.)
- Бюллекур (234 чел.)
- Бюс (130 чел.)
- Бюсси (276 чел.)
- Варланкур-Окур (136 чел.)
- Велю (134 чел.)
- Виллер-о-Фло (263 чел.)
- Во-Врокур (1 017 чел.)
- Гомьекур (155 чел.)
- Гревиллер (364 чел.)
- Гренкур-ле-Авренкур (642 чел.)
- Души-ле-Эйетт (311 чел.)
- Итр (435 чел.)
- Кеан (653 чел.)
- Круазий (1 950 чел.)
- Курсель-ле-Конт (465 чел.)
- Ланьикур-Марсель (327 чел.)
- Ле-Сар (173 чел.)
- Ле-Транслуа (421 чел.)
- Лебюкьер (234 чел.)
- Лешель (48 чел.)
- Линьи-Тийуа (523 чел.)
- Маркьон (972 чел.)
- Мартенпюиш (196 чел.)
- Мец-ан-Кутюр (644 чел.)
- Морваль (92 чел.)
- Мори (307 чел.)
- Морши (209 чел.)
- Муайенвиль (277 чел.)
- Нёвиль-Буржонваль (168 чел.)
- Норёй (154 чел.)
- Паллюэль (566 чел.)
- Пронвиль-ан-Артуа (321 чел.)
- Рокиньи (286 чел.)
- Рьянкур-ле-Бапом (33 чел.)
- Рюйолькур (290 чел.)
- Рюмокур (684 чел.)
- Сапиньи (195 чел.)
- Сен-Леже (462 чел.)
- Сен-ле-Маркьон (325 чел.)
- Соши-Коши (361 чел.)
- Соши-Лестре (457 чел.)
- Треско (177 чел.)
- Уази-ле-Верже (1 208 чел.)
- Фаврёй (243 чел.)
- Фонтен-ле-Круазий (272 чел.)
- Фремикур (240 чел.)
- Шеризи (292 чел.)
- Эйет (323 чел.)
- Эку-Сен-Мен (493 чел.)
- Экур-Сен-Кантен (1 679 чел.)
- Энши-ан-Артуа (609 чел.)
- Эпинуа (547 чел.)
- Эрвиллер (396 чел.)
- Эрми (1 204 чел.)

## Политика
На президентских выборах 2022 г. жители кантона отдали в 1-м туре Марин Ле Пен 43,4 % голосов против 23,3 % у Эмманюэля Макрона и 11,0 % у Жана-Люка Меланшона; во 2-м туре в кантоне победила Ле Пен, получившая 62,7 % голосов. (2017 год. 1 тур: Марин Ле Пен – 38,7 %,  Франсуа Фийон – 17,9 %, Эмманюэль Макрон – 16,5 %, Жан-Люк Меланшон – 13,7 %; 2 тур: Макрон – 57,6 %. 2012 год. 1 тур: Марин Ле Пен — 28,2 %, Франсуа Олланд — 25,4 %, Николя Саркози — 25,0 %; 2 тур: Саркози — 50,4 %).
С 2021 года кантон в Совете департамента Па-де-Кале представляют мэр коммуны Бапом Жан-Жак Коттель (Jean-Jacques Cottel) и мэр коммуны Бьевиллер-ле-Бапом Вероник Тьебо (Véronique Thiébaut) (оба – Социалистическая партия). 
|                | Кандидаты                     | Партия                   | Первый тур | Первый тур     | Второй тур | Второй тур |
| Кол-во голосов | Кандидаты                     | Партия                   | % голосов  | Кол-во голосов | % голосов  |            |
| -------------- | ----------------------------- | ------------------------ | ---------- | -------------- | ---------- | ---------- |
|                | Жан-Жак Коттель Вероник Тьебо | Социалистическая партия  | 3 405      | 34,35          | 5 795      | 60,77      |
|                | Мари-Анник Дюпа Гильом Робар  | Национальное объединение | 2 900      | 29,26          | 3 741      | 39,23      |
|                | Изабель Манбон Ален Ю         | Разные правые            | 1 819      | 18,35          |            |            |
|                | Эвелин Дромар Фабьен Селье    | Разные центристы         | 1 788      | 18,04          |            |            |

|                | Кандидаты                     | Партия                  | Первый тур | Первый тур     | Второй тур | Второй тур |
| Кол-во голосов | Кандидаты                     | Партия                  | % голосов  | Кол-во голосов | % голосов  |            |
| -------------- | ----------------------------- | ----------------------- | ---------- | -------------- | ---------- | ---------- |
|                | Эвелин Дромар Брюно Дюверже   | Правый блок             | 4 184      | 30,16          | 6 917      | 52,13      |
|                | Мари-Анник Дюпа Гильом Робар  | Национальный фронт      | 5 841      | 42,10          | 6 353      | 47,87      |
|                | Седрик Дельмотт Вероник Тьебо | Социалистическая партия | 3 849      | 27,74          |            |            |

|  | Кандидат        | Партия                  | % голосов |
|  | --------------- | ----------------------- | --------- |
|  | Жан-Жак Коттель | Социалистическая партия | 73,49     |
|  | Даниэль Табари  | Разные правые           | 16,44     |
|  | Агнес Хадж      | Национальный фронт      | 5,50      |
|  | Жан Добоэф      | Коммунистическая партия | 4,58      |